# Casino de Montréal

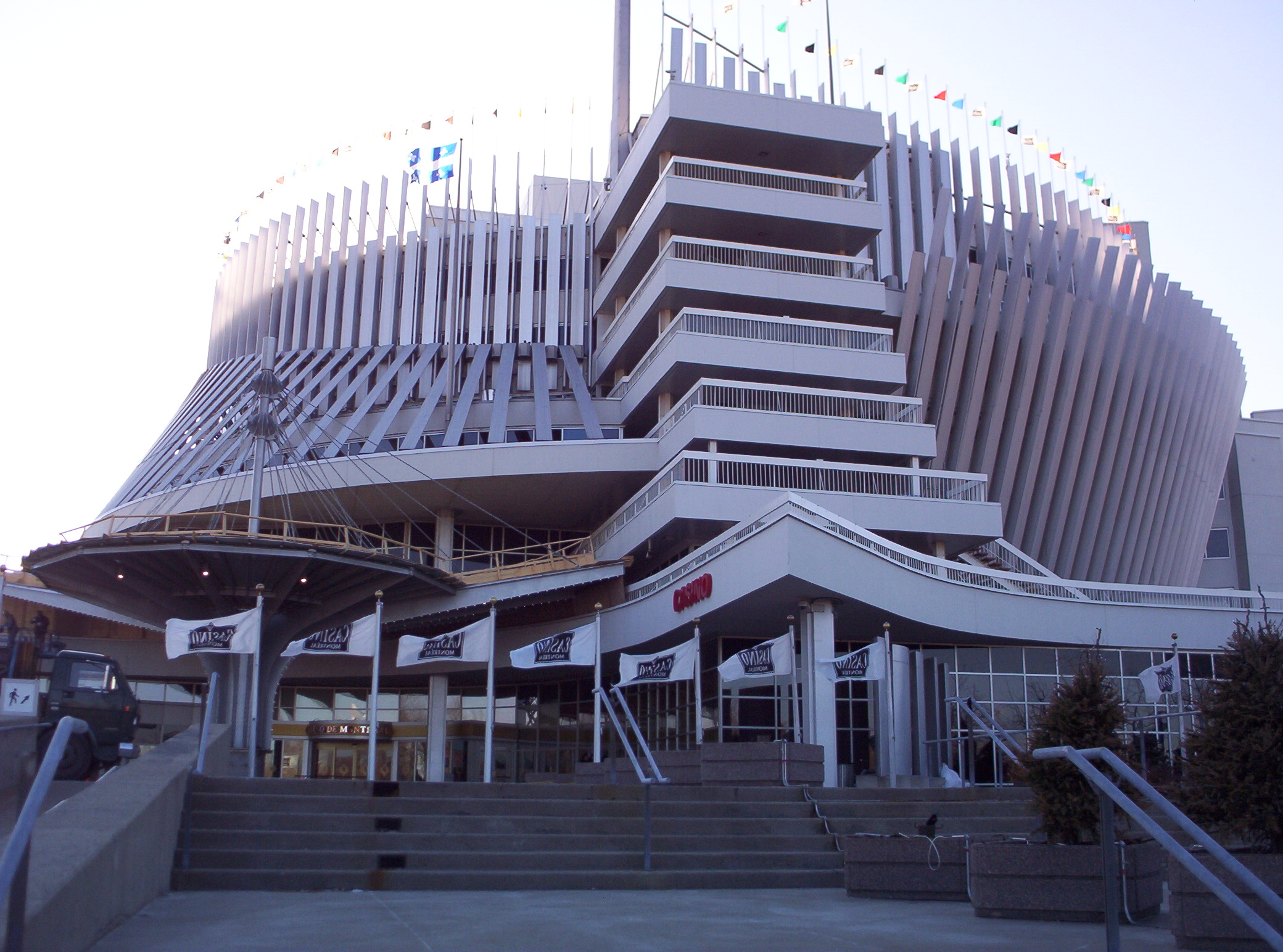
L'avveniristico padiglione principale (6 piani)

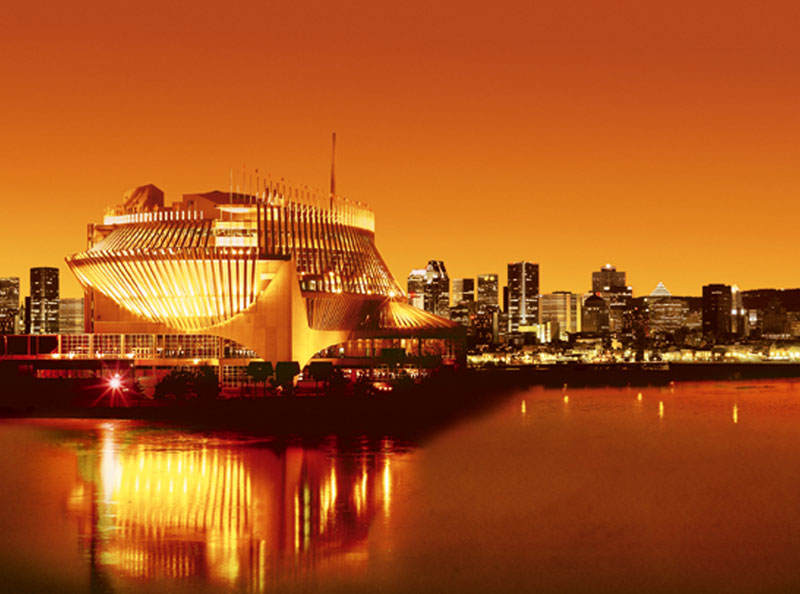
Veduta del casinò

Il Casino de Montréal è una casa da gioco situata a Montréal, nella provincia canadese del Québec.

## Descrizione
È il più grande casinò in Canada, e uno dei più grandi e famosi del mondo.
Considerando l'estensione in metri quadrati, quello di Montréal è stato il più grande casinò del mondo fino al gennaio 2010, quando è stato superato dal Grand Lisboa di Macao, un nuovo monumentale complesso cinese.
La colossale struttura si compone di tre edifici collegati. Due di questi, il Padiglione francese e il Padiglione del Québec, sono stati costruiti in occasione dell'Expo 67. Il terzo edificio è stato costruito come ponte sospeso di collegamento ai due padiglioni preesistenti. L'edificio principale ha sei piani, poi percorrendo il tunnel sospeso si arriva all'edificio secondario di quattro piani.
All'interno dei tre modernissimi e lussuosi padiglioni ci sono oltre 4800 slot machines, 150 tavoli da gioco, strutture Keno, lotterie e giochi virtuali.
Vi sono inoltre cinque ristoranti, cinque bar, un cabaret, sale riunioni e banchetti.
La struttura è aperta 24 ore al giorno, sette giorni alla settimana, per i maggiori di 18 anni. Dal luglio 2003 è una struttura per non fumatori: le sale precedentemente riservate ai fumatori sono state chiuse nel maggio 2006 con l'approvazione di una nuova legge provinciale.
Il casinò si trova sull'Isle de Notre Dame, l'isola artificiale che ospita anche il Gran Premio del Canada, al numero 1 di Avenue du Casino.
La proprietà è della compagnia Société des casinos du Québec, una succursale del colosso Montrealese Loto Quebec.

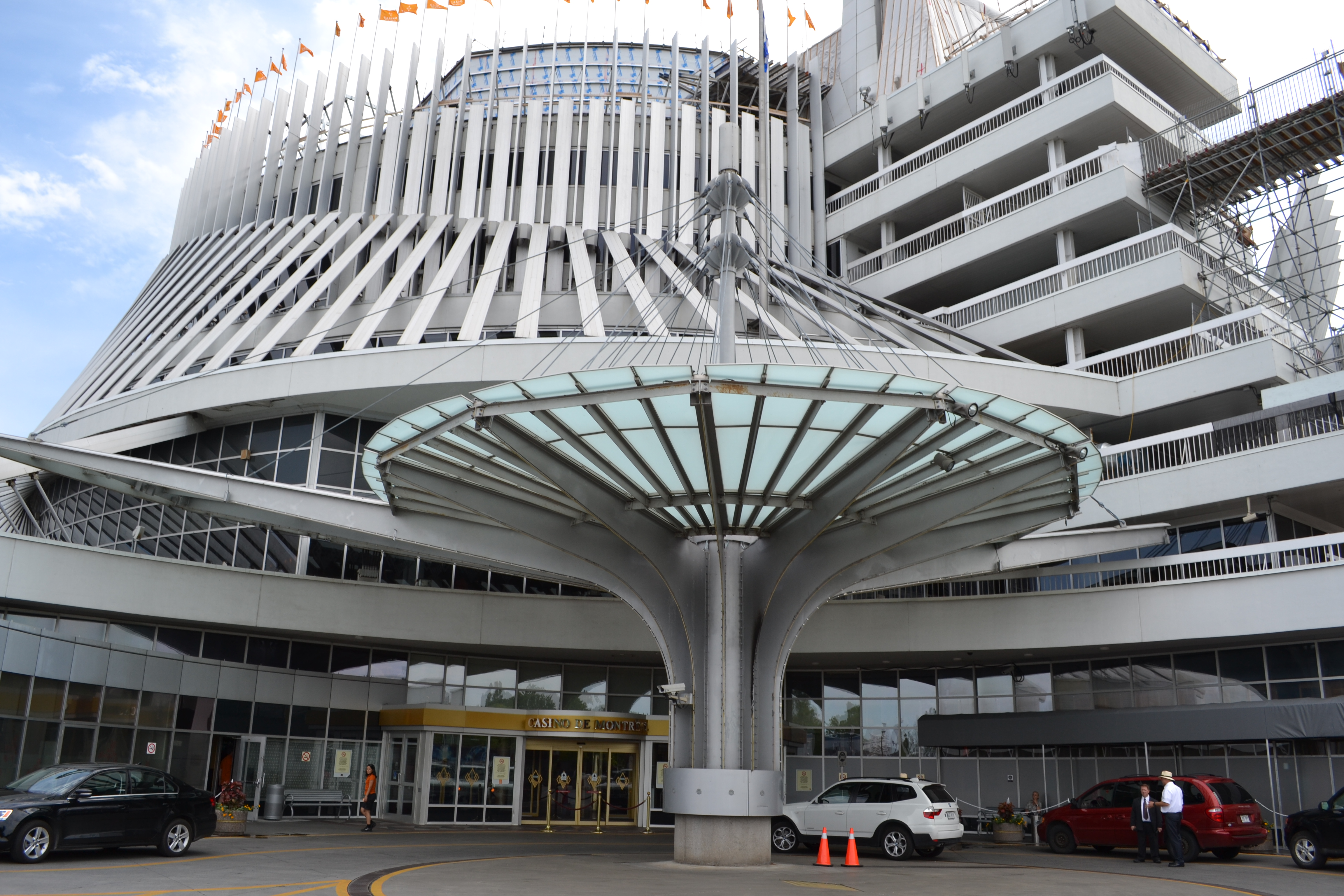
Uno degli ingressi

## Giochi
Nei 150 tavoli (professionistici e non) sono offerti i seguenti giochi:
- Blackjack
- Baccarat
- Roulette (americana e francese)
- Touch bet Roulette
- Caribbean Stud Poker
- Pai gow poker
- Grand Prix Poker (Let It Ride)
- Three card poker
- Casino War
- Craps
- Sic bo
- Poker Texas hold 'em

Inoltre vi sono piazze per il Keno, per l'high rise, lotterie e giochi virtuali.

## Scandalo del Keno
Nell'aprile del 1994 Daniel Corriveau riuscì a vincere 600.000 dollari al Casino de Montréal giocando a Keno, indovinando per tre volte consecutive 19 dei 20 numeri estratti.
Questi aveva dichiarato di essersi servito di complessi calcoli basati sulla teoria del caos, ma a seguito di ulteriori indagini fu accertato che la vincita era stata resa possibile dal fatto che i generatori di numeri pseudo-casuali utilizzati dalle macchine del casinò non erano adeguati e rigeneravano ogni giorno la medesima sequenza di numeri.
La vincita fu comunque pagata, essendo stato accertato che Corriveau non si era avvalso della connivenza di alcun dipendente del casinò e che quindi non era stata commessa alcuna illegalità.

## Galleria d'immagini

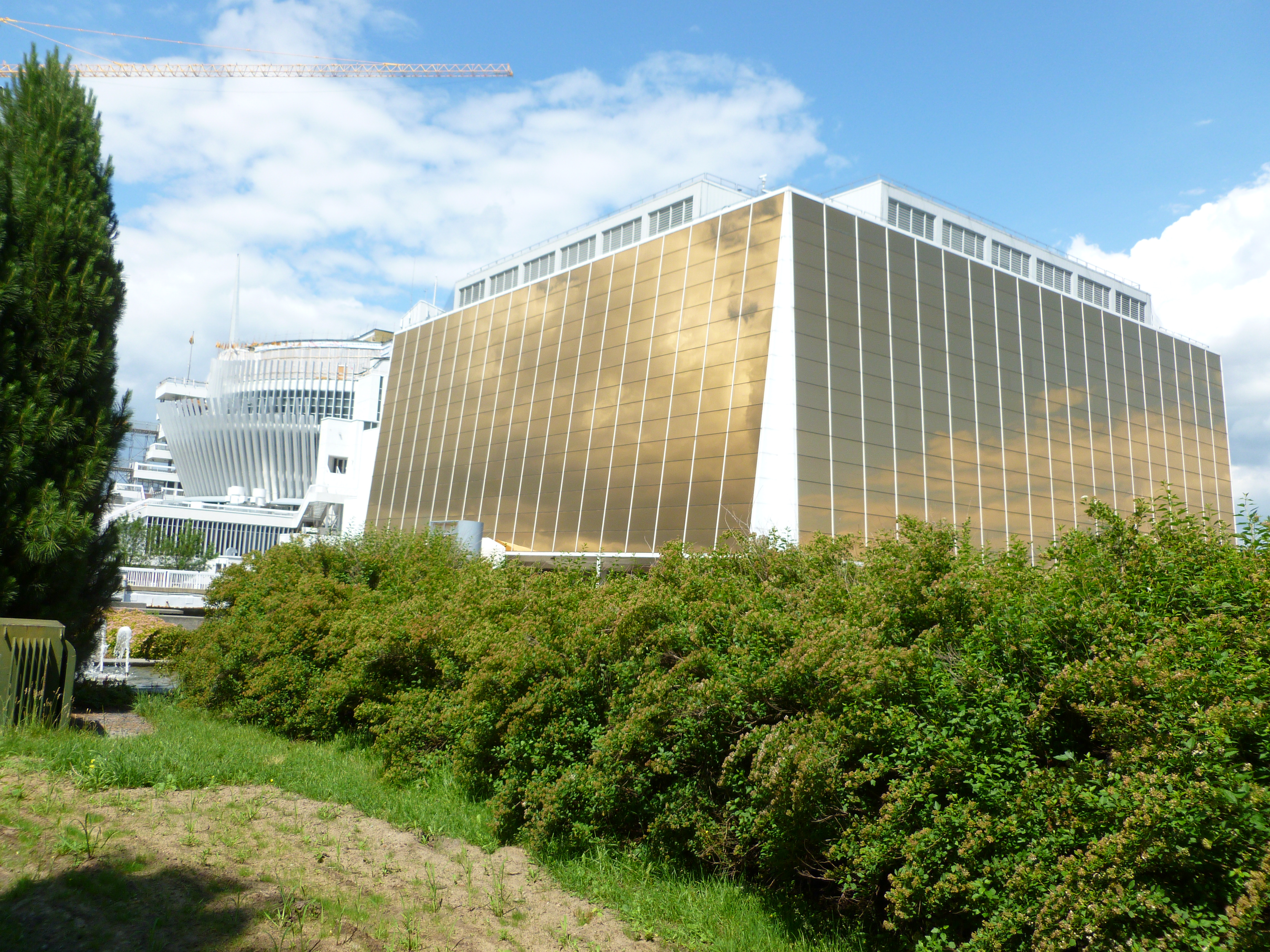
Il padiglione Quebec
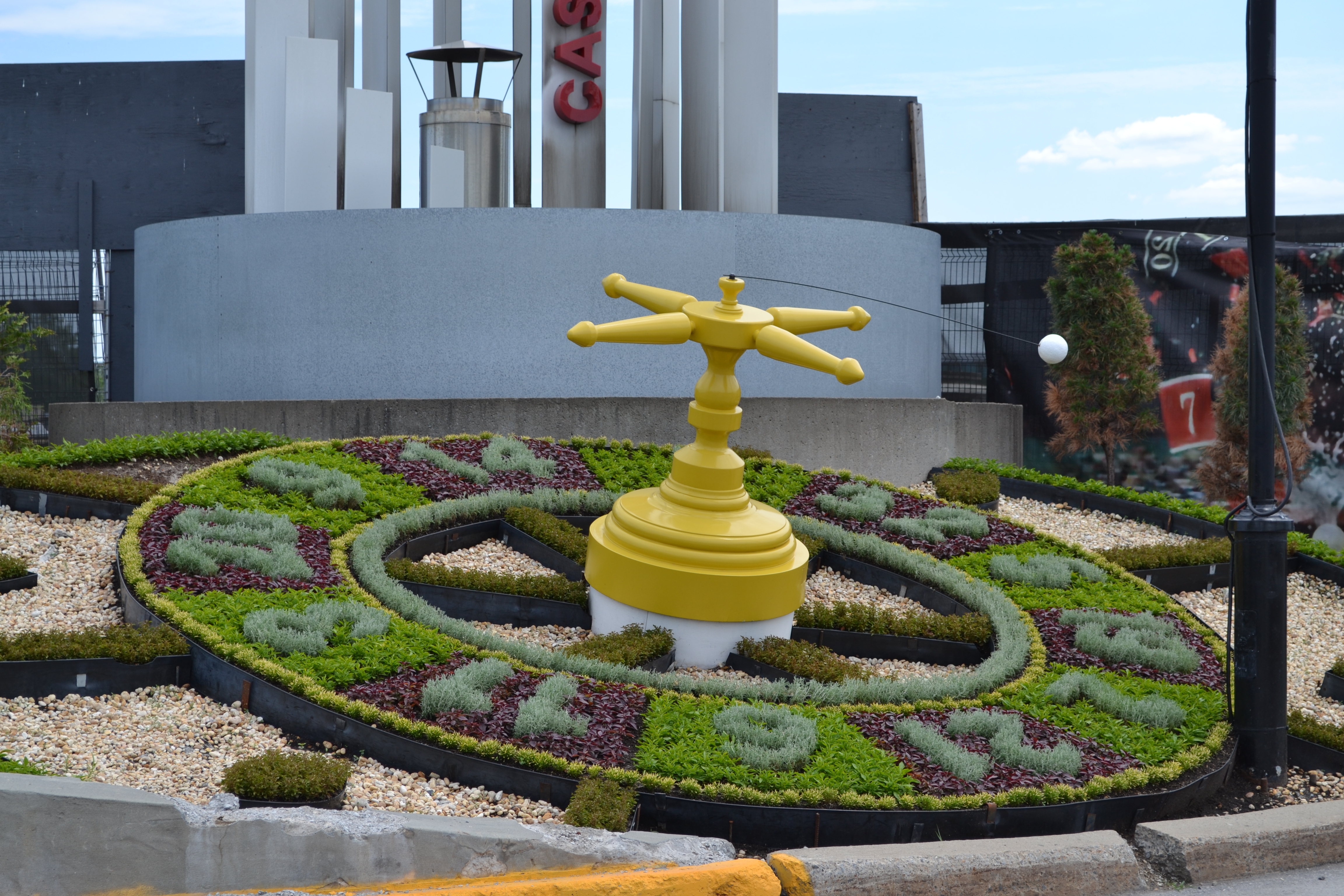
Casino gardens